# 루엘
루엘(Ruelle, 1985년 11월 21일 ~ )은 미국의 싱어송라이터이다.

## 음반 목록
마거릿 엑포드
- For What It's Worth (2010)
- Show and Tell (2012)

루엘
- Ode to Shadows